# Henryk Opieński

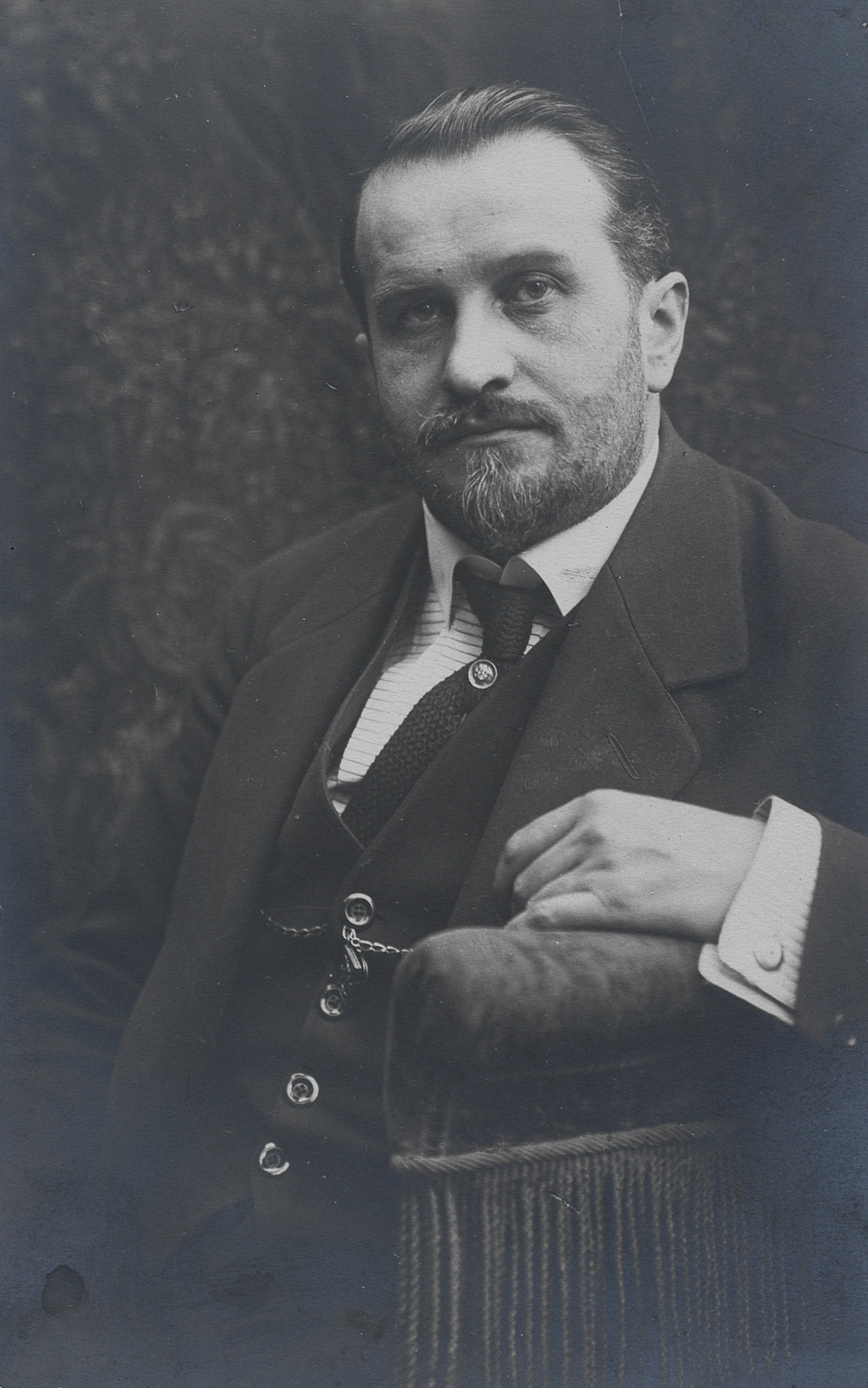
Opienski år 1915

Henryk Opieński, född 13 januari 1870 i Kraków, död 21 januari 1942 i Morges, var en polsk musiker. 
Opieński studerede i Kraków, Paris och Berlin, senare hos Hugo Riemann i Leipzig och verkade som musikkritiker, musikpedagog och operakapellmästare i Warszawa. År 1919 blev han direktör för musikakademien i Poznań. Han komponerade bland annat kantater, opera och symfonisk diktning samt behandlade som författare (på polska) Frédéric Chopins liv och verk samt skrev La musique polonaise (Paris 1918).